# Buxbaumia
Buxbaumia er en slægt af mosser med omkring 12 arter i verden, hvoraf to findes i Danmark. Slægten er opkaldt efter den tyske botaniker Johann Christian Buxbaum (1693-1730).
| Danske arter |

- Rundkapslet buxbaumia Buxbaumia aphylla
- Grøn buxbaumia Buxbaumia viridis